# 神奇囉哩山蟲屬
海口神奇囉哩山蟲（學名：Miraluolishania haikouensis）是神奇囉哩山蟲屬（學名：Miraluolishania）的唯一物種也是模式種。是在中國雲南昆明的海口地區發現的。是生活在中寒武紀。體長約1.4公分。 囉哩山蟲分成明顯的兩個部分，分別是頭部區域（head area）和軀幹（trunk region）, 頭部具一對眼睛和觸角, 口位於前半段的腹部。 軀幹由14 個節（segments）組成, 每節有一對向腹側延伸的附肢, 附肢上具需多個細密的環紋。Liu和Shu透過每個節的長度及附肢的排列方式來區分身體部分, 發現神奇哩山蟲的軀幹可以初步的分化並能辨識出前、中、後三部分 。 前半段的軀幹的附肢上具兩排刺, 軀幹最後部具有一小尾突。腸道是直的而且構造很簡單。神奇囉哩山蟲與爪网虫属（Onychodictyon）和強壯怪誕蟲（Hallucigenia hongmeia），特別是和爪网虫比較相似。 

## 命名
屬名源自與其相似的屬，囉哩山蟲屬（Luolishania），而種小名來自化石產地昆明海口（Haikou）。

## 外觀

### 頭部
具有明顯具有一橢圓形的頭, 頭部的前方邊緣具有一個堅硬的、強烈硬化的板片狀結構, 佔據了頭部整個區域的四分之一, 且向腹面折疊的雙褶結構，且類似心網蟲屬或強壯怪誕蟲。頭的後部具一對犀牛角狀的構造。頭部中間有兩個卵形的黑疤， 這一構造與海口魚的眼睛不僅在位置上而且在保存顏色上都非常相似, 因此Liu和Shu認為應該也是行使同樣功能的構造。雙褶結構是否存在仍然有爭議。

#### 眼睛
一開始是由Ma等人指出神奇囉哩山蟲的眼睛是黑色"V"型的結構，之後被便被Liu和Shu否認。Liu和Shu給出的原因是化石標本中並不明顯，他們認為是ELIJSM0039A的立體結構和原始的眼晶體，才是真正的眼睛。

#### 嘴巴
嘴巴是位於前半段腹面，Ma等人認為嘴巴的位置在前半段身體的末端，Liu和Shu否認。 Liu和Shu給出個理由，是Liu和Shu發現的22個樣本中，腸道並不是連結到身體的末端，反之是連接到頭部且腸道，也好像連結到了咽喉。在標本名為ELI-M0001中, 有一圓形的軟體構造從口中伸出, 在大部分情況下, 這個軟體構造都沒有保存。因此Liu和Shu認為, 這一個軟體構造可能具有擴張和伸縮的能力, 像昆蟲的咽舌一樣，但存在的是否是有爭議。

#### 鞭狀構造
在（背-側向保存的標本）ELI-M0021中, 一個細小的鞭狀構造從頭部的背後方伸出來。同樣的構造也出現在（背-腹向保存的標本）ELI-M0007中、（腹-背向保存的標本）ELIM0010, 這一鞭狀構造也是從頭的左側伸出向頭前部伸展。在Liu和Shu認為, 神奇囉哩山蟲很可能具有一對一生於背部的鞭狀觸角, 位於頭部的後方, 可能是從眼睛和兩個犀牛角狀構造的中間區域伸出 。

### 軀幹
軀幹的橫切面呈圓柱形, 由14 個節組成, 由節組成的軀幹。前軀幹是由前6個節組成的 ,中軀幹是由第7~9個節組成的, 第9個節以後的組成後軀幹。前軀幹各節的橫向寬度和長度皆依序呈現出逐漸增加的趨勢，中軀幹各節的橫向寬度和長度皆近乎一致，後軀幹各節的橫向寬度和長度呈現出逐漸減小的趨勢。最後一對ˇ的附肢之後的軀幹末端形成一個小尾突。

#### 條帶
軀幹具明顯橫向的紋路, 但僅分佈於附肢之間的區域, 附肢附著的地方部位不具橫向的紋路, 而形成一個個條帶。每一條條帶上有一對橫向排列的背刺, 並且每個刺都有一個強壯的板作為附著點，附著在條帶上。各節環紋數量從1條到6條不等, 其數量與節的寬度成正比，也就是根據身體和附肢的長度成比例的關係。第1體節的環紋只有1~2條, 到第6體節可增至4條。中軀幹各體節環紋為4~6條。後部5個體節中除最後一體節沒有顯示橫向環紋外, 均都有環紋, 且環紋的數量由前部的5條向後端逐漸減少為2條。

#### 附肢
附肢呈圓柱形, 向末端逐漸收縮,附著點最寬, 發現附肢末端只有1個爪。附肢的長度在軀幹各部也有變化。第1對的附肢最長, 。除第1對附肢外, 前軀幹的其餘的5對附肢幾乎等長。其中第一對和第二對葉足最長，長5毫米；第三對和第四對的葉足比第一對和第二對短一點點，長4.5毫米。這3對附肢幾乎等長, 與前軀幹附肢相比, 它們比較短。後軀幹的附肢比前軀幹附肢短的多。附肢的密度在軀幹各部也有變化，前軀幹和後軀幹的附肢排列緊密, 中軀幹附肢排列疏鬆。神奇哩山蟲的所有附肢均發育了細密的橫紋。 前軀幹的附肢上具兩排細刺, 分別位於附肢的前後邊緣。中、後軀幹的附肢上皆未見刺，類似火把蟲屬的附肢。

#### 爪子
目前推測神奇囉哩山蟲的附肢末端應該只有1個爪子，跟爪網蟲和強壯怪誕蟲類似。主要的功用可能不是用來防禦，也有可能用作捕食獵物。

## 分類
雖然神奇囉哩山蟲與囉哩山蟲表面上相似, 兩者都有一個細長的軀幹和尾突, 牠們之間的也是有區別的也很明顯：（1）神奇囉哩山蟲具有一對眼睛和觸角，而囉哩山蟲沒有這些構造。（2）神奇囉哩山蟲只具14 個軀幹體節，但囉哩山蟲卻具有16 個軀幹體節。（3）儘管囉哩山蟲的軀幹已經顯示了初步的分化，但其前部6對附肢不具刺狀構造。（4）神奇囉哩山蟲在附肢的附著處的軀幹上具兩排背刺，而後者在其相應位置具3個小瘤點。（5）神奇囉哩山蟲的附肢末端只見一爪, 然而哩山蟲的附肢末端可見4~5 個爪。Liu和Shu認為神奇哩山蟲應該代表著一個新的屬種，並且比囉哩山蟲要進步一些，因為具有較為發達的視覺器官, 且前部附肢又武裝了銳利的刺, 所以神奇囉哩山蟲在運動和捕食能力上有可能優於囉哩山蟲。

## 資料來源
1. ↑  Topper, Timothy P.; Brock, Glenn A.; Skovsted, Christian B.; Paterson, John R. . Alcheringa: An Australasian Journal of Palaeontology. 2011-09, 35 (3). ISSN 0311-5518. doi:10.1080/03115518.2011.533972.
2. ↑  Ma, Xiaoya; Hou, Xianguang; Bergström, Jan. . Arthropod Structure & Development. 2009-07, 38 (4). ISSN 1467-8039. doi:10.1016/j.asd.2009.03.001.
3. ↑  Schoenemann, Brigitte; Liu, Jian‐Ni; Shu, De‐Gan; Han, Jian; Zhang, Zhi‐Fei. . Lethaia. 2009-09, 42 (3). ISSN 0024-1164. doi:10.1111/j.1502-3931.2008.00138.x.
4. ↑  XIAO, Shuhai. . Chinese Science Bulletin. 2004, 49 (10). ISSN 1001-6538. doi:10.1360/04wd0202.
5. ↑  Liu, Jianni; Han, Jian; Simonettaa, M.; Hu, Shixue; Zhang, Zhifei; Yao, Yang; Shu, Degan. . Chinese Science Bulletin. 2006-02, 51 (3). ISSN 1001-6538. doi:10.1007/s11434-006-0358-3.
6. ↑  Ou, Qiang; Shu, Degan; Mayer, Georg. . Nature Communications. 2012-12-11, 3 (1). ISSN 2041-1723. doi:10.1038/ncomms2272.
7. ↑  Ma, Xiaoya; Edgecombe, Gregory D.; Legg, David A.; Hou, Xianguang. . Journal of Systematic Palaeontology. 2013-05-29, 12 (4). ISSN 1477-2019. doi:10.1080/14772019.2013.770418.
8. ↑  Steiner, M.; Hu, S.X.; Liu, J.; Keupp, H. . Bulletin of Geosciences. 2012-02-02. ISSN 1802-8225. doi:10.3140/bull.geosci.1280.
9. ↑  LaVelle McCoy - Chair,Allan Affeldt,Drew Barringer,W. David Connell,J. Kent Corbin,Frank R. Garcia,Sam Henderson,Elaine Kasch,Ramson Lomatewama,Jim Lyon,Jack Metzger,Beverly Miller,Barbara Poley,Wayne Ranney,James M. Reed,Henry Roe, Ph.D.,Brad Ryan,Margaret Taylor,Eunice Tso.  (PDF). Museum of Northern Arizona Bulletin. 2011, No. 67  [2023-11-19]. （原始内容存档 (PDF)于2023-11-19）.
10. ↑  Maas, Andreas; Mayer, Georg; Kristensen, Reinhardt M.; Waloszek, Dieter. . Chinese Science Bulletin. 2007-12, 52 (24). ISSN 1001-6538. doi:10.1007/s11434-007-0515-3.
11. 1 2 3 4 5 6 7 8 9 10  韩, 健; 刘, 建妮; 舒, 德干; 张, 志飞.  (PDF). Chinese Science Bulletin. 2004-05-01, 49 (10)  [2023-11-19]. ISSN 0023-074X. doi:10.1360/csb2004-49-10-977. （原始内容 (PDF)存档于2014-07-14）.
12. 1 2  Liu, Jianni; Shu, Degan; Han, Jian; Zhang, Zhifei. . Chinese Science Bulletin. 2004-05, 49 (10)  [2023-11-19]. ISSN 1001-6538. doi:10.1007/bf03184038. （原始内容存档于2023-11-19）.
13. 1 2 3 4 5  Liu, JianNi; Shu, DeGan; Han, Jian; Zhang, ZhiFei. . Chinese Science Bulletin. 2008-01, 53 (1)  [2023-11-19]. ISSN 1001-6538. doi:10.1007/s11434-007-0428-1. （原始内容存档于2023-11-19）.
14. 1 2 3  Liu, Jianni; Shu, Degan; Han, Jian; Zhang, Zhifei; Zhang, Xingliang. . Gondwana Research. 2008-08, 14 (1-2). ISSN 1342-937X. doi:10.1016/j.gr.2007.10.001.
15. ↑  Liu, Jianni; Shu, Degan; Han, Jian; Zhang, Zhifei; Zhang, Xingliang. . Acta Palaeontologica Polonica. 2008-06, 53 (2). ISSN 0567-7920. doi:10.4202/app.2008.0209.